# Legio I Flavia Gallicana Constantia

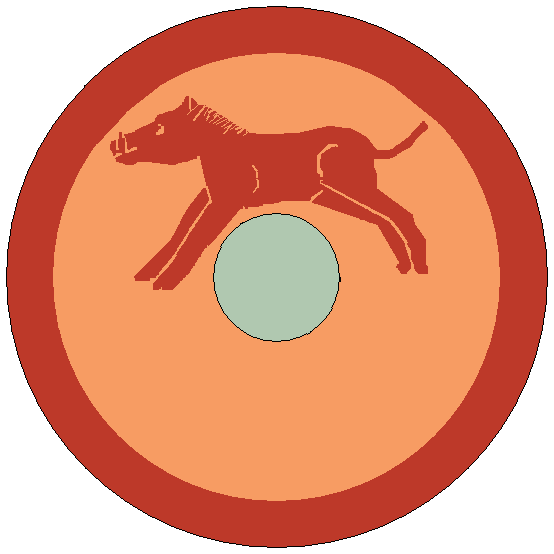
Schildbemalung der Prima Flavia Gallicana Constantia im frühen 5. Jahrhundert

Die Legio I Flavia Gallicana Constantia („die zuverlässige gallische 1. flavische Legion“) war eine Legion der spätantiken römischen Armee.
Die Legion wurde vermutlich von Constantius I. (293/305–306) ausgehoben, um die Küsten in Aremorica (Bretagne) als Limitanei (Grenzheer) zu schützen. Im Laufe des 4. Jahrhunderts wurden Vexillationen abgespalten. Der in Constantia stationierte Praefectus militum primae Flaviae unterstand dem Dux tractus Armoricani et Nervicani. Die Prima Flavia Gallicana Constantia wurde zu Pseudocomitatenses (Feldheer) und unter dem Oberbefehl des Magister Peditum Praesentalis bis ins 5. Jahrhundert im Westen des Römischen Reiches eingesetzt. Die Prima Flavia Gallicana unterstand dem Magister Equitum Galliarum.
Möglicherweise war auch die Legio I Flavia Constantia im Osten des Römischen Reiches eine von der Legion abgetrennte mobile Vexillation.